# Politique en Argentine

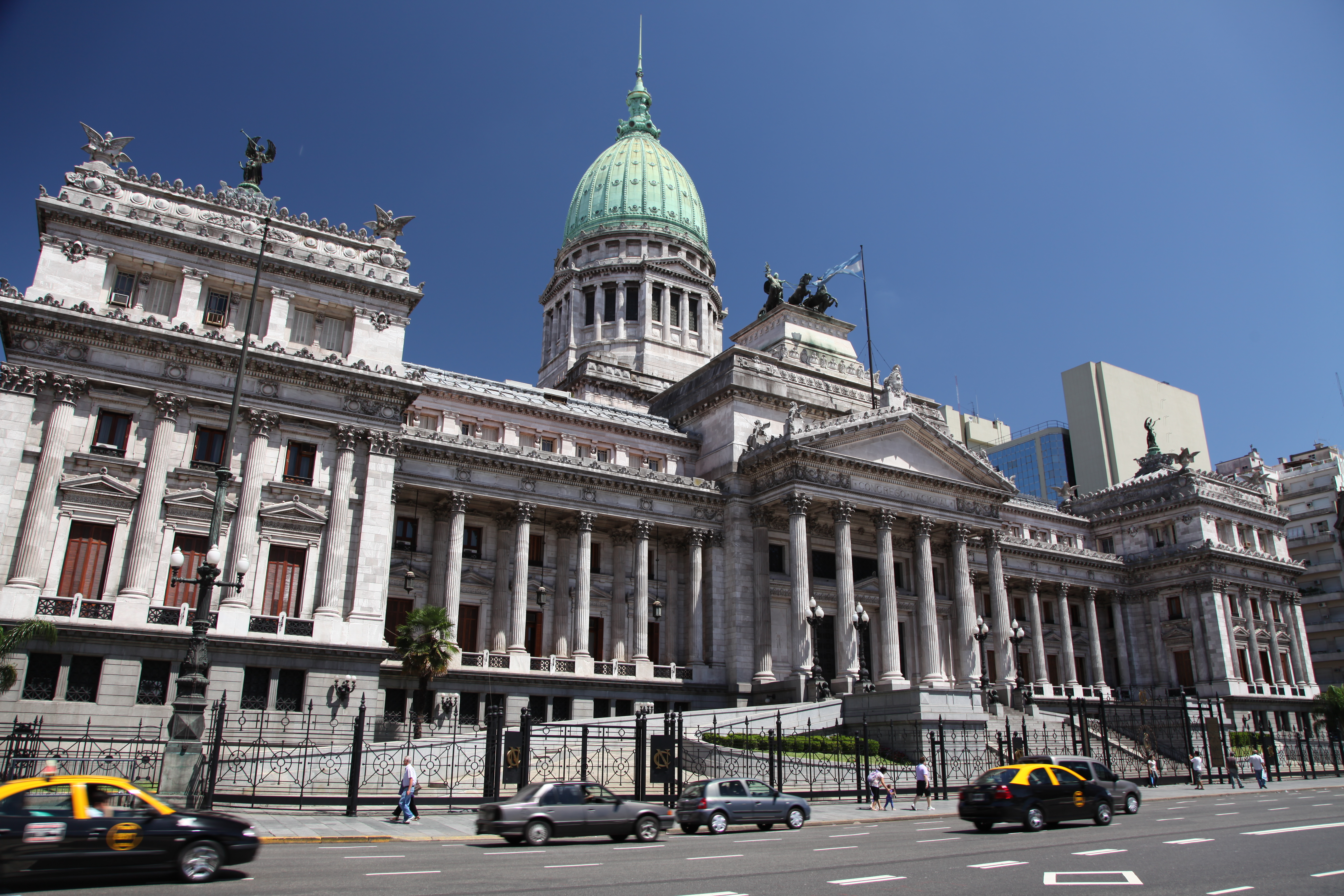
Congrès de la Nation argentine.

L'Argentine est une république présidentielle multipartite, où le président est à la fois chef de l'État et chef du gouvernement. Le pouvoir exécutif est détenu par le gouvernement et le pouvoir législatif est partagé entre le gouvernement et les deux chambres du Congrès. Le pouvoir judiciaire est indépendant des deux premiers

## Pouvoir exécutif

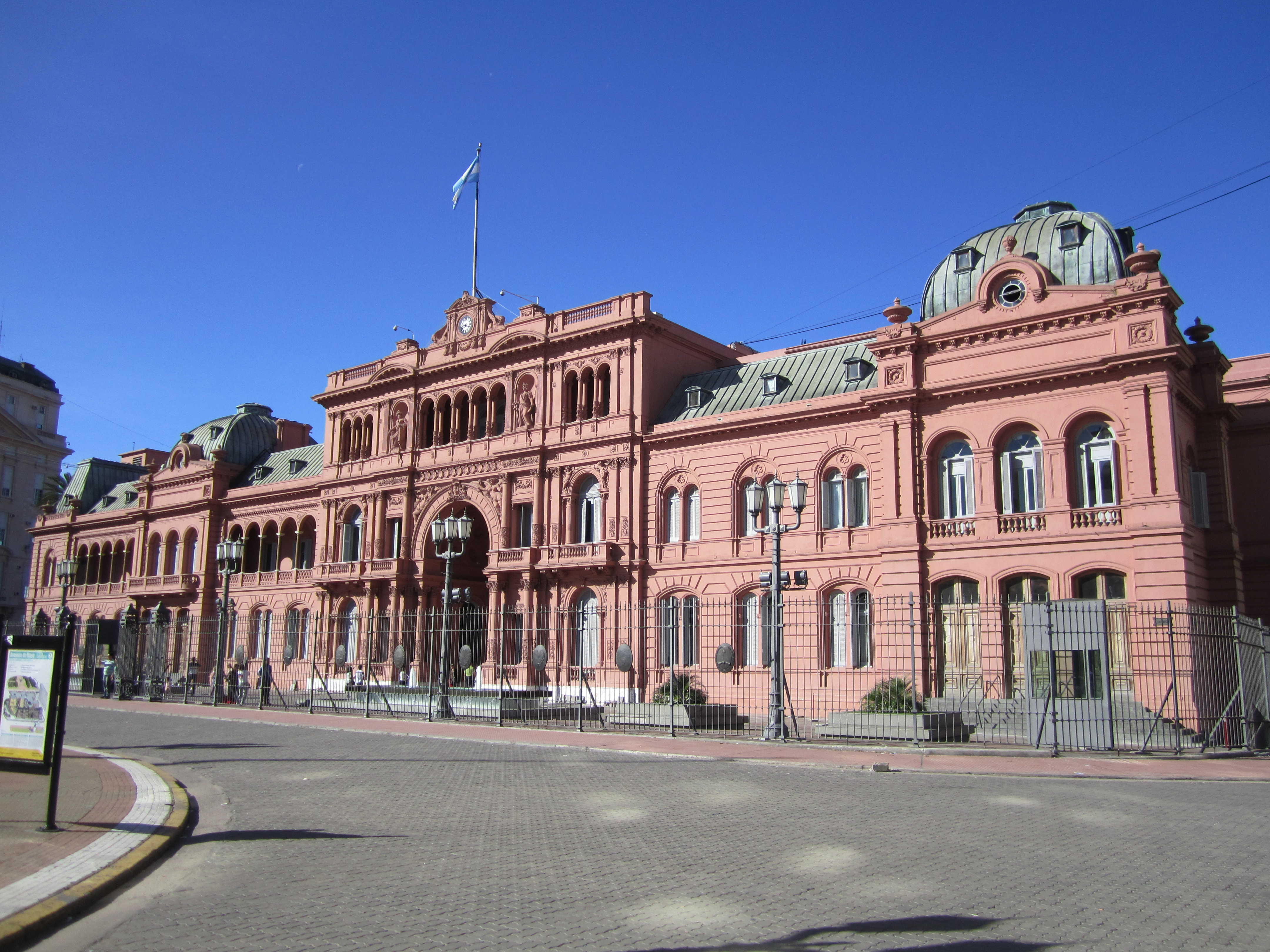
La Casa Rosada, le palais présidentiel, siège du pouvoir exécutif argentin.

Les élections présidentielles se déroulent en un ou deux tours. Si aucun candidat ne récolte plus de 45 % des votes, alors un deuxième tour est organisé. Seuls les deux candidats qui ont remporté le plus de votes participent au deuxième tour (2003). Historiquement, le pays est marqué par le bipartisme entre le Parti justicialiste (ou péroniste), qui fut cependant interdit de 1955 lors de l'élection de 1973, puis à nouveau réprimé après le coup d'État de mars 1976, et le parti radical (Union civique radicale, UCR) et l'élection se fait normalement dès le premier tour.
Depuis 1989, il n'y a eu aucun débat télévisé entre deux candidats à la présidentielle.

## Histoire
L'année 1890 est considérée comme un tournant dans l'histoire politique de l'Argentine. C'est l'année d'un important soulèvement populaire par suite d'une crise économique qui avait accentuée la misère des classes populaires et appauvrit les classes moyennes. C'est aussi l'apparition de la dite « génération de 1890 » comprenant Leandro N. Alem (futur fondateur de l'Union civique radicale), Lisandro de la Torre (futur fondateur du Parti démocrate progressiste) et Juan B. Justo (futur fondateur du Parti socialiste). Cette nouvelle génération d'hommes politiques favorise une forme d'union des classes populaires et des classes moyennes, sous la direction de ces dernières, contre le pouvoir oligarchique des propriétaires fonciers, des grands commerçants et des banquiers. L'Union civique radicale — qui passe, après le suicide d'Alem, sous la direction d'Hipólito Yrigoyen — devient l'expression principale des classes moyennes et, dans une moindre mesure, populaires. Sa tactique allie, à partir de 1892, un dosage réfléchi entre le recours à la voie électorale légale et l'adoption de la voie insurrectionnelle.
En 1912, afin de réduire le risque d'un nouveau soulèvement révolutionnaire, le gouvernement conservateur accepte d'établir le suffrage universel masculin. Hipólito Yrigoyen est élu président et met en œuvre son programme réformiste : abolition du travail des enfants, repos dominical pour les travailleurs, salaire minimal pour certaines professions, recours à l'arbitrage pour les conflits sociaux, etc. En économie, il déclare que « L'État doit acquérir, jour après jour, une position de plus grande activité dans les entreprises qui fournissent des services publics, et se substituer au capital privé existant pour que le service public devienne un instrument de gouvernement ». Plus tard, l'Union civique radicale se scinde avec le regroupement de son aile droite autour de Marcelo Torcuato de Alvear contre Yrigoyen. Les années de pouvoir de l'Union civique radicale représentent un héritage sujet à controverses ; si elles constituent une période de progrès démocratiques et sociaux, elles se caractérisent aussi par les ménagements à l'égard de l'oligarchie et par la conduite très brutale de l'armée lors de la semaine tragique, au cours de laquelle des centaines d'ouvriers grévistes sont assassinés, et la répression sanglante de la Patagonie rebelle (1 500 ouvriers grévistes sont sommairement exécutés).
L'anarcho-syndicalisme exerce une importante influence auprès des syndicats ouvriers à la fin du XIXe siècle et au début du XXe siècle. Certains militants se dirigent par ailleurs vers la lutte armée, comme en 1929 quand le militant anarchiste Kurt Gustav Wilckens lance une bombe qui tue le colonel Varela, responsable des massacres de la Patagonie rebelle. Les associations socialistes se constituent dans les années 1890. En 1896 est formé le Parti ouvrier socialiste argentin, qui fait paraître Vanguardia, « journal socialiste scientifique défenseur de la classe ouvrière ». En 1904, Alfredo Palacios devient le premier député socialiste d'Amérique latine. Le Parti communiste argentin est fondé en 1918.
En 1947, le gouvernement péroniste fait reconnaître le droit de vote des femmes.

### Élection présidentielle 2003
Les 19 candidats étaient (dans l'ordre alphabétique) :
1. Jorge Altamira
2. Juan Carlos Arcagni
3. José Bonacci
4. Alfredo Bravo
5. Elisa Carrió
6. Manuel Herrera
7. Néstor Kirchner
8. Manuel Manusovich
9. Mario Mazzitelli
10. Carlos Menem
11. Leopoldo Moreau
12. Ricardo López Murphy
13. Ricardo Mussa
14. Gustavo Breide Obeid
15. Adolfo Rodríguez Saá
16. Guillermo Sulling
17. Enrique Venturino
18. Patricia Walsh
19. Carlos Zaffore

Carlos Menem, ancien président est arrivé en tête au premier tour avec 24 % des voix, suivi de Néstor Kirchner, proche du président en titre, Eduardo Duhalde, avec 22 %. Tous les deux sont issus du parti justicialiste (péroniste). Carlos Menem, d'après les sondages, ne paraissait pas pouvoir significativement progresser par rapport à son score du premier tour et semblait donc promis à une lourde défaite, avec 30 % de retard. Il a renoncé le 14 mai, à quatre jours du second tour, laissant Nestor Kirchner devenir automatiquement président. Les adversaires de Menem et notamment l'entourage du président Duhalde ont qualifié cette décision d'irresponsable, puisqu'en privant Kirchner de la victoire au second tour, en faisant un président par défaut, elle pourrait miner sérieusement sa légitimité…

### Mandats de Nestor et Cristina Kirchner
Une fois élu à la tête de l'Argentine, Nestor Kirchner a eu devant lui un chantier imposant : reconstruire l'économie de l'Argentine, gravement endommagée par la crise financière de 2001. Il tente d'appliquer à l'Argentine les recettes qui ont fait le succès économique de la province de Santa Cruz, en Patagonie, dont il était le gouverneur jusqu'en 2003.
Ses premières tâches ont été :
- la renégociation de la dette en défaut, avec le FMI et avec les créanciers privés. Un accord a été trouvé avec ces derniers début 2005, ceux-ci devant renoncer à 75 % de leurs créances.
- les renégociations des contrats d'eau et de gaz avec de grandes entreprises étrangères (Suez…). La plupart des services publics ont été privatisés pendant l'ère Menem.
- les discussions avec les « piqueteros », associations de chômeurs bloquant régulièrement les routes pour demander la revalorisation des aides sociales.

Nestor Kirchner a également été confronté à une vague de violences et d'enlèvements (contre rançons), avec l'implication de la police de la Province de Buenos Aires. Il a donc mené une épuration de la police et de la justice pour lutter contre la corruption et la violence organisée, et nomma en juin 2004 Esteban Righi, l'ex-ministre de l'Intérieur d'Héctor Cámpora (mai-juillet 1973), procureur de la Nation.
Les élections générales de 2007 ont été à nouveau remportées par le Parti justicialiste, portant la femme de Kirchner, Cristina Fernández de Kirchner, à la présidence. Elle est réélue en 2011. Les élections générales de 2015 voient la victoire de Mauricio Macri, opposant au dauphin de la présidente sortante, qui ne pouvait se représenter après deux mandats.

### Mandat deMauricio Macri
En janvier 2016, la militante indigène et élue du Parlement sud-américain Milagro Salas est incarcérée, en dépit de son immunité parlementaire, pour avoir organisé une manifestation déclarée illégale par les autorités. Les Nations unies qualifient sa détention « d'illégale et d'arbitraire » et sollicitent sa libération, tout comme la Commission interaméricaine des droits de l’homme et différentes associations de défense des droits de l'homme[pertinence contestée].
En aout 2017, un jeune homme disparait après avoir participé à une manifestation mapuche (Amérindiens vivant en Patagonie). Selon des témoins, il aurait été kidnappé et battu par la police, mais le gouvernement affirme ne pas avoir d’informations. Outre la disparition d'un manifestant, Amnesty International dénonce « les violations des droits humains » perpétrées par la gendarmerie en raison de la violence de l'intervention[pertinence contestée].

## Extrême droite
Depuis au moins les années 1930, il existe une extrême droite argentine organisée (création du Parti fasciste argentin en 1932, élection du gouverneur de Buenos Aires Manuel Fresco en 1935, Mouvement nationaliste Tacuara des années 1960 qui organisa une forte campagne antisémite après l'enlèvement du nazi Adolf Eichmann par le Mossad). Celle-ci, désignée sous le terme de « national-catholicisme », eut une influence importante dans l'armée et l'Église (avec notamment l'abbé Julio Meinvielle ; la Cité catholique fondée par Jean Ousset, un disciple de Maurras, proche par ailleurs de l'archévêque Antonio Caggiano, ou le magazine Cabildo) et les différents coups d'État (« Révolution libératrice », « Révolution argentine » de 1966 et coup d'Etat de mars 1976, préparé, entre autres, par l'activisme violent de l'Alliance anticommuniste argentine et de la Concentración Nacional Universitaria), celle-ci fut intégrée au régime de Jorge Rafael Videla après mars 1976, participant aux nombreux escadrons de la mort, ce qui lui ôta toute existence indépendante du pouvoir.
Depuis la transition démocratique des années 1980, elle se montre plus discrète, à l'exception des soulèvements militaires organisés par les Carapintadas. Elle n'en continue pas moins d'exister, avec la fondation du Partido Nuevo Triunfo en 1990, par Alejandro Biondini, ou la re-création du magazine national-catholique et antisémite Cabildo. La Cour suprême a néanmoins ordonné la dissolution de ce parti en 2009 en raison de déclarations nazies et antisémites.
Par ailleurs, Gustavo Breide Obeid (es), l'un des partisans du Carapintada Seineldín et participants à son putsch, condamné à 7 ans de prison, a fondé en 1996 le marginal Partido Popular de la Reconstrucción (es). Candidat à l'élection présidentielle de 2003 et de 2007, il obtint à cette dernière 45 113 voix, soit 0,25 % des suffrages exprimés.